# Hipótesis de la Reina Negra
La hipótesis de la Reina Negra (HRN) es una teoría de la evolución reductiva que sugiere que la pérdida de genes está impulsada por la selección natural en lugar de por la deriva genética. Un gen que produce una función biológica vital puede volverse prescindible para un organismo individual si otros miembros de la comunidad que lo rodean realizan esa misma función de manera «permeable». Por lo tanto, el organismo obtiene una ventaja al usar menos recursos de su maquinaria genética mientras sigue adquiriendo productos necesarios como metabolitos. Esta hipótesis explicaría porque algunos organismos tienden a reducir su genoma y seguir siendo funcionales. 

## Origen
La hipótesis fue propuesta por Jeffrey Morris en su tesis doctoral de 2011 y fue refinada y publicada en 2012 en colaboración con Richard Lenski y Erik Zinser para explicar por qué ciertas funciones esenciales son raras en los linajes microbianos de vida libre. Se considera que la «Reina Negra» trabaja en oposición a la «Reina Roja» de otra teoría de coevolución, la hipótesis de la Reina Roja, que propone que las especies necesitan evolucionar constantemente para poder sobrevivir. Deriva su nombre de la reina de picas en el juego de cartas, corazones, donde el objetivo es ser el jugador con la menor cantidad de puntos al final del juego. La reina de picas vale tanto como todas las demás cartas combinadas, por lo que todos los jugadores deben evitar robarla. Sin embargo, sin la carta reina de picas, el juego no puede continuar. De manera análoga, esta hipótesis postula que algunos genes y/o funciones biológicas son muy costosos de mantener y, por lo tanto, suprimirlos proporciona una ventaja evolutiva para el individuo. Sin embargo, estas funciones y genes son extremadamente importantes para la supervivencia de la comunidad (como un todo), lo que hace que ciertos miembros la retengan, lo que conduce a interacciones comensalistas y / o mutualistas. Comparada con la hipótesis de la Reina Roja, es una hipótesis bastante reciente; por lo tanto, no se ha probado a fondo y los mecanismos que la impulsan no se han dilucidado por completo. Aunque actualmente la hipótesis de la reina negra  ha sido utilizada solo en el contexto de comunidades microbianas, la hipótesis está ganando terreno a medida que se siguen realizando más investigaciones.

## Disparando a la Luna
En el juego corazones, existe una estrategia arriesgada llamada «disparar a la Luna», que implica que el jugador adquiera todas las cartas para puntuar, incluida la reina de picas. De manera análoga, en la hipótesis de la reina negra, disparar a la Luna se refiere a la estrategia en la que un organismo ayudante para una función es más probable que se convierta en un ayudante para otra función no relacionada. Como resultado, dicho organismo auxiliar retendrá todos los genes que codifican funciones con fugas, portando y manteniendo un genoma grande que podría parecer inadaptado. Sin embargo, durante los eventos que conducen a un cuello de botella en la población, esta estrategia puede conducir a una mayor probabilidad de supervivencia de estos genes con fugas (funciones esenciales) en la comunidad.

## Pangenomas
Fullmer y colaboradores, en 2015, sugirieron que bajo la hipótesis de la reina negra, cuando un organismo pierde todas sus funciones con fugas, puede crecer más rápido (en virtud de un genoma más pequeño y tiempos de replicación más rápidos). Esto se consideraría una trampa, ya que después estos organismos necesitan depender de otros organismos con funciones de fuga. Por lo tanto, en un cuello de botella poblacional, los organismos necesitarán engañarse entre sí para todas las funciones con fugas requeridas que conduzcan a la evolución de dependencias mutuas. También propusieron que tales dependencias mutuas pueden conducir a un metaorganismo, cuyo genoma es el pangenoma de la población. Todavía falta una prueba empírica de esta hipótesis.

## Evidencia
La hipótesis de la reina negra explica la existencia de conexión en una comunidad y cómo la evolución favorece las dependencias dentro de las comunidades microbianas de vida libre. Inicialmente se propuso explicar la dependencia de las bacterias marinas de los organismos auxiliares para protegerse del peróxido de hidrógeno. Posteriormente, se amplió para explicar la fijación de nitrógeno, la adquisición de nutrientes y la producción de biopelículas en microbios. Los estudios también han demostrado que las interacciones locales dentro de las comunidades bacterianas pueden promover la cantidad adecuada de compensación entre la producción de recursos y la limitación de recursos para estimular las dependencias mutuas.
Una de las especies de plancton más comunes en el océano abierto, Prochlorococcus, tiene un genoma mucho más pequeño de lo que se esperaría para una cianobacteria. Los científicos se han preguntado cómo Prochlorococcus ha logrado ser extremadamente exitoso al tiempo que ha perdido importantes genes, incluido el gen de la catalasa-peroxidasa, que le permite neutralizar el peróxido de hidrógeno, un compuesto que puede dañar o incluso matar las células. Prochlorococcus depende de otros microorganismos que lo rodean para eliminar el peróxido de hidrógeno del medio ambiente, lo que le permite superar eventos desafortunados. Este es un ejemplo de cómo una especie puede beneficiarse al reducir su genoma apoyándose en otros miembros de la comunidad que compensan sus funciones perdidas. Se especula que este tipo de interdependencia puede llegar a generar relaciones simbióticas y mutualistas en las comunidades.
También se ha descrito este tipo de dinamismo de Reina Negra en tapetes microbianos y microbialitos de Cuatro Ciénegas de Coahuila, donde las particulares propiedades fisicoquímicas del sitio, han provocado que las comunidades microbianas permanezcan prácticamente aisladas durante millones de años. Se ha observado que las bacterias del género Bacilus han reducido sustancialmente sus genomas, así como han mostrado una interdependencia entre las bacterias de ese sitio, lo que ha llevado a sugerir la existencia de un pangenoma u holobiontes.
Contrariamente a lo anterior, se ha planteado la hipótesis de que los procariontes con genoma reducido ocupan ecosistemas de baja complejidad, mientras que los procariotas con genoma grande son propensos a ocupar ecosistemas relativamente turbulentos y/o complejos, esta hipótesis se demuestra con las cianobacterias marinas que tienen genomas reducidos y las cianobacterias de agua dulce y terrestres que tienen genomas más grandes debido a que están bajo condiciones ambientales más estresantes y tienden a adquirir un gran repertorio de genes por transferencia horizontal, sin embargo la definición de complejidad de un ecosistema aun está en discusión (diversidad funcional vs diversidad taxonómica).  Parece ser que la reducción de genoma en procariontes obedece más a la interacción con virus en una forma de evitar la selección de sus poblaciones, se ha demostrado que (en contradicción con la teoría genética de poblaciones), los microbios con genomas grandes alcanzan una mayor abundancia y están sujetos a una selección más fuerte que los genomas pequeños "simplificados".

## Implicación en adaptaciones evolutivas
Desde su introducción en 2012, la hipótesis de la Reina Negra se ha utilizado para explicar la pérdida de genes adaptativos a través de la racionalización del genoma, interacciones cooperativas y evolución de comunidades. Mas y colaboradores, en 2016, resumieron muy bien los posibles mecanismos de pérdida de genes adaptativos propuestos por la hipótesis de la Reina Negra (alternativa a la ejemplificación aumentada comúnmente observada) que incluían deriva genética en alelos en ausencia de una selección purificadora, racionalización del genoma con pérdida de genes dirigida, especialización en recursos compartidos comunes y el éxito de mutantes basado en el efecto de la pérdida de función específica sobre la aptitud.